# Ketsada Souksavanh
Ketsada Souksavanh (Ban Tha Muang, 23 novembre 1992) è un calciatore laotiano, difensore del Master 7.

## Palmarès

### Club

#### Competizioni nazionali
- Campionato laotiano: 5

Lao Army: 2008
SHB Champasak: 2013
Lanexang United: 2016
Lao Toyota: 2018, 2019